# Codia cinerascens
Codia cinerascens är en tvåhjärtbladig växtart som först beskrevs av Eugène Vieillard och Renato Pampanini, och fick sitt nu gällande namn av H.C.Hopkins. Codia cinerascens ingår i släktet Codia och familjen Cunoniaceae. Inga underarter finns listade i Catalogue of Life.